# Cezary Zamana
Cezary Zamana (Augustów, 14 november 1967) is een voormalig Pools wielrenner.

## Erelijst
1992
- Eindklassement Cascade Cycling Classic
- Bergklassement Kellogg's Tour of Britain

1993
- 6e etappe Ronde van Polen
- 11e etappe Ronde van Polen

1998
- Commonwealth Bank Classic

1999
- Memorial Henryka Lasaka

2002
- 6e etappe Ronde van Polen
- Berg- en combinatieklassement Ronde van Polen
- Memorial Henryka Lasaka

2003
- 6e etappe Ronde van Polen
- Eindklassement Ronde van Polen
- 2e etappe Ronde van Slowakije
- Memorial Henryka Lasaka

2005
- Eindklassement Hessen Rundfahrt

## Resultaten in voornaamste wedstrijden
| Jaar | Ronde van Italië | Ronde van Frankrijk | Ronde van Spanje |
| ---- | ---------------- | ------------------- | ---------------- |
| 1992 |                  |                     |                  |
| 1993 |                  |                     |                  |
| 1994 |                  | 100e                |                  |
| 1995 |                  |                     | 109e             |
| 1997 |                  |                     |                  |
| 2002 |                  |                     |                  |
| 2003 |                  |                     |                  |
| 2004 |                  |                     |                  |
| 2005 |                  |                     |                  |

| Jaar | Milaan-San Remo | Ronde van Vlaanderen | Parijs-Roubaix | Amstel Gold Race | Luik-Bast.‑Luik | Ronde van Lombardije | Parijs-Brussel | Rund um den Henninger-Turm |  | WK op de weg |
| ---- | --------------- | -------------------- | -------------- | ---------------- | --------------- | -------------------- | -------------- | -------------------------- |  | ------------ |
| 1992 |                 |                      |                |                  |                 |                      |                |                            |  | 87e          |
| 1993 |                 |                      | 52e            | 40e              | 63e             |                      | 8e             |                            |  | 25e          |
| 1994 | 74e             | 59e                  | 48e            |                  | 32e             |                      |                |                            |  | 32e          |
| 1995 |                 |                      |                | 45e              |                 | 44e                  |                |                            |  |              |
| 1997 |                 |                      |                |                  |                 |                      |                |                            |  | 85e          |
| 2002 |                 |                      |                |                  |                 |                      |                | 12e                        |  |              |
| 2003 |                 |                      |                |                  |                 |                      |                |                            |  | 52e          |
| 2004 |                 |                      |                |                  |                 |                      |                |                            |  | 34e          |
| 2005 |                 |                      |                |                  |                 |                      |                | 7e                         |  |              |